# Joseph Cooper
Joseph Cooper (27 de diciembre de 1985) es un ciclista profesional neozelandés. Es profesional desde 2007, cuando debutó con el equipo Discovery Channel-Marco Polo.

## Palmarés
| 2007 - 2.º en el Campeonato Oceánico Contrarreloj 2009 - 2.º en el Campeonato de Nueva Zelanda en Ruta 2010 - 1 etapa del Tour de Southland 2013 - Campeonato de Nueva Zelanda Contrarreloj - 1 etapa del New Zealand Cycle Classic - 1 etapa del Tour de Southland - 3.º en el Campeonato Oceánico Contrarreloj - 1 etapa del Tour de Tasmania 2014 - Campeonato Oceánico Contrarreloj - 1 etapa del Tour de Southland | 2015 - Campeonato de Nueva Zelanda en Ruta - 1 etapa del New Zealand Cycle Classic - 1 etapa del Tour de Southland - 2.º en el Campeonato de Nueva Zelanda Contrarreloj 2016 - 2.º en el Campeonato Oceánico Contrarreloj - 3.º en el Campeonato de Nueva Zelanda Contrarreloj 2017 - Campeonato de Nueva Zelanda en Ruta - New Zealand Cycle Classic - 2 etapas del Tour de China I - 1 etapa del Tour de Hainan 2018 - 1 etapa del Tour de Corea |

## Equipos
- Discovery Channel-Marco Polo (2007)
- Subway-Avanti (2009-2010)
- Huon Salmon-Genesys Wealth Advisers (2013)
- IsoWhey Sports SwissWellness team (2014-2018)
  - Avanti Racing Team (2014-2015)
  - Avanti IsoWhey Sports (2016)
  - IsoWhey Sports SwissWellness team (2017)
  - Bennelong SwissWellness Cycling Team p/b Cervelo (2018)
- Team BridgeLane (2019-2020)